# 일본 열도

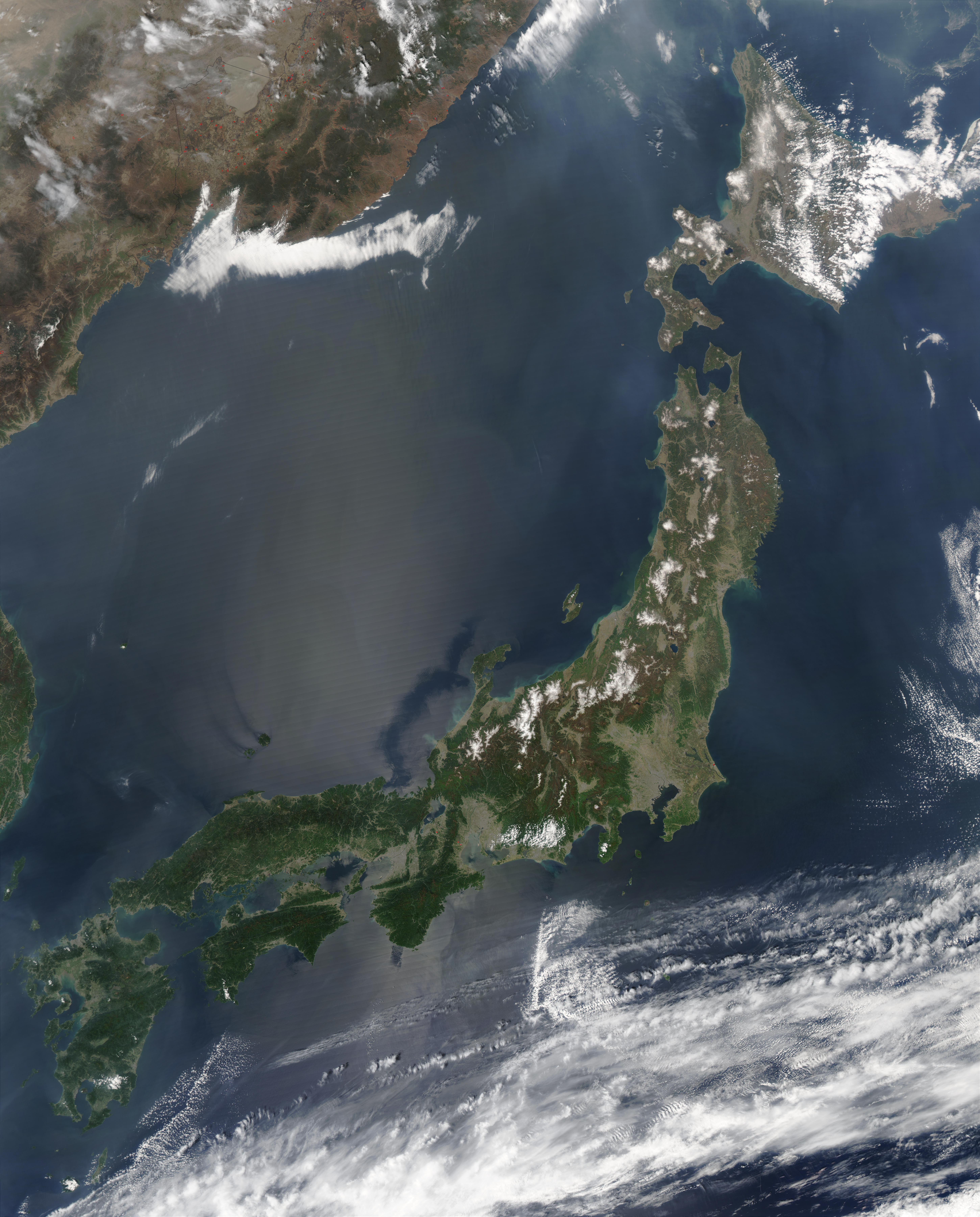
일본 열도 (위성사진)

일본 열도(日本列島, 문화어: 일본 렬도)는 동북아시아에 위치한 군도로, 일본의 영토이다. 홋카이도, 혼슈, 시코쿠, 규슈 등 4개의 섬을 중심으로 14,125개의 섬으로 이루어져 있다. 북동쪽의 오호츠크해에서 남서쪽의 동중국해와 필리핀해에 이르기까지 약 3,000km에 걸쳐 유라시아 대륙의 태평양 연안을 따라 뻗어 있다. 세 개의 호상 열도로 구성되어있는데 북쪽에서 남쪽 순서대로 동북 일본 호상열도, 서남 일본 호상열도, 류큐 제도 호상 열도라고 한다. 일본 열도와 인접한 섬들로는 다이토 제도, 이즈-보닌-마리아나 호상 열도, 쿠릴 열도, 난포 제도가 있다.
일본은 동아시아에서 가장 큰 섬나라이자 전 세계에서 네 번째로 큰 섬나라로, 면적은 377,975.24km²에 달한다. 일본은 또한 4,470,000km²의 배타적 경제 수역을 보유하고 있다.

## 형성 과정
일본 열도의 지형 변화
- 초기 마이오세(약 2,300만~1,800만 년 전): 이 시기에는 일본 열도와 동해, 그리고 인접한 동아시아 대륙부가 형성되기 시작하였다. 당시의 지형은 현재와는 많이 다른 모습이었으며, 일본 열도는 아직 명확히 구분되지 않은 형태였다.
- 플라이오세 중기에서 말기(약 350만~200만 년 전): 이 시기에는 일본 열도와 주변 지역의 지형이 점점 현재의 모습에 가까워지고 있었다. 동해가 명확하게 분리되면서 일본 열도가 동아시아 대륙에서 떨어져 나오기 시작했다.
- 최종 빙기 절정기(약 20,000년 전): 이 시기에는 빙하기로 인해 해수면이 낮아져, 현재의 해안선과 다르게 일본 열도의 지형이 확장되었다. 얇은 검은 선은 현재의 해안선을 나타내며, 이 시기에는 상당 부분이 육지로 노출되었고, 일부는 식생이 없는 황무지로 남아 있었다.   식생지   황무지   바다

과거 일본 주변 지역은 유라시아 대륙의 동쪽 끝에 위치해 있었으며, 고생대에는 대륙에서 운반된 모래와 진흙이 현재의 호쿠리쿠 북부, 기후현 히다 지방, 산인 북부 등지에 퇴적되었다. 이후 해양 판 위에서 형성된 산호와 방산충 등으로 이루어진 석회암 등이 이동해 오면서 해구에서 대륙에서의 퇴적물과 혼합되어 아시아 대륙의 판에 더해졌다. 이러한 과정은 현재에도 계속되고 있어 일본 열도는 동해쪽이 오래되고 태평양 쪽으로 갈수록 새로운 암반으로 이루어져 있다. 현재의 일본 열도는 주로 부가체라 불리는 해양 퇴적물로 이루어져 있다.
이러한 메커니즘으로 인해 대륙 판에 해양 판이 침입하는 과정에서, 주로 쥐라기와 백악기에 부가된 암반을 골격으로 하여 4억에서 5억 년 전의 아시아 대륙 가장자리의 암반과 운반된 고대 판의 파편 등이 결합되면서 일본 열도의 원형이 형성되었다. 이 시점에서 일본은 아직 열도 형태라기보다는 현재의 남미 안데스 산맥과 유사한 상황이었다고 여겨진다.
이후, 신생대 마이오세에 이르러 지각 변동이 발생해, 일본 열도가 대륙에서 분리되며 대륙에 저지대가 형성되기 시작했다. 대륙의 동쪽 가장자리에 형성된 단층 중 하나가 약 1,900만 년 전부터 동해의 위치에서 발생하였다. 시간이 지남에 따라 이 단층이 점점 커지면서 동해의 원형이 형성되었는데 약 1,500만 년 전에는 현재의 크기로 확장되었다.
동시에 약 2,100만 년에서 1,100만 년 전에는 일본 서남부가 나가사키현 쓰시마 남서부를 중심으로 시계 방향으로 40에서 50도 가량 회전하고, 일본 동북부는 홋카이도 시레토코 반도 앞바다를 중심으로 반시계 방향으로 40에서 50도 가량 회전하여 현재의 일본 열도의 형태가 형성되었다. 이를 관음개폐모형이라 하는데 이를 뒷받침하는 증거로 퇴적 당시의 자기극이 기록된 지층의 지자기 패턴에서 나타나는 편각의 변화 등이 제시된다.
약 1,600만 년에서 1,100만 년 전까지 서남 일본은 광범위한 육지였으며, 동북 일본은 넓게 바다에 덮여 다도해 상태였다. 이후 동북 일본은 태평양 판 등에 의해 동서 방향에서 압축되어 융기하였고, 그 결과 현재의 오우 산맥과 데와 구릉지가 형성되었다.
홋카이도는 원래 동북 일본의 연속부(현재의 서홋카이도)와 사할린에서 이어진 남북 방향의 지괴(중앙홋카이도), 그리고 치시마호(동홋카이도)라는 세 가지 지괴가 결합하여 형성된 것이다. 난세이 제도는 일본의 섬들 중 중 가장 최근에 형성된 것으로, 600만 년 전 이전에는 대륙의 일부였으나, 대륙의 가장자리에서 갈라져 나와 150만 년 이후에 산호초를 가진 섬호로 완전히 분리되었다.
서남 일본과 동북 일본 사이의 지역은 원래 얕은 바다였으나, 이 시기 이후 퇴적물과 화산 분출물로 채워지며 동북 일본이 동쪽에서 압축되어 융기하면서 중앙고지대 및 일본 알프스가 형성되었다. 이 두 지역 사이에 형성된 새로운 지층을 포사마그나라 부르며, 그 서쪽 경계는 이토이가와-시즈오카 구조선, 동쪽 경계는 시바타-코이데 구조선과 가시와자키-지바 구조선이다. 이 구조선의 양측에서는 전혀 다른 시대의 지층이 접한다.
오늘날의 아치형 열도로서 일본이 모습을 갖추기 시작한 시기는 제3기 플라이오세 초기였다. 이후에도 특히 빙하기 동안 해수면이 하강하면서 대륙과 연결되는 일이 자주 있었다. 예를 들어, 마미야 해협이 얕은 까닭에 외만주, 사할린, 홋카이도는 종종 육로로 연결되곤 했다. 쓰가루 해협과 쓰시마 해협은 각각 130~140미터 깊이로 육로가 단절되었던 시기는 제한적이었다. 난세이 제도의 토카라 해협과 게라마 해협은 수심이 1,000미터를 넘기 때문에 제4기 후반에 육교가 되었을 가능성은 거의 없는 것으로 여겨진다. 난세이 제도의 생물상이 고유종이 많고 종의 수가 적은 등 낙도의 특징을 보이는 것은 대륙과 떨어진 시기가 매우 오래되었기 때문으로 여겨지고 있다. 쓰가루 해협의 육로는 신생대 말까지 열려 있었고, 쓰시마 해협은 동해가 열린 시대에는 열려 있었으나 그 후 마이오세 말부터 신생대에는 닫힌 것으로 여겨진다.
마지막 빙하기가 끝나고 약 1만 3,000년에서 1만 2,000년 전인 플라이스토세 말기에서 홀로세 초기 사이에 라페루즈 해협이 해수면 아래로 가라앉았다.

## 범위
보통 일본 열도를 구성하는 본섬 4개는 홋카이도, 혼슈, 시코쿠, 규슈다. 그외 작은 부속섬과 류큐 열도, 오가사와라 제도 등을 포함한다.
하지만, 지리적으로 더 넓은 의미에서 일본 열도는 다음 섬과 그 부속 도서까지 포함하기도 한다.
- 쿠릴 열도
- 사할린섬
- 타이완섬

## 일본 열도의 주요 섬
- 단, 괄호안의 섬은 일본이 영유권을 주장하나, 러시아가 실질적 지배중이다. 이투루프섬과 쿠나시르섬은 엄밀히 말해 일본 열도가 아닌 쿠릴 열도에 속하며, 오키나와섬과 아마미오섬은 류큐 열도에 속한다.

| 이름         | 행정구역      | 면적(km2)  | 비율(%) |
| ------------ | ------------- | ---------- | ------- |
| 혼슈         |               | 227,943.05 | 61.4    |
| 홋카이도     | 홋카이도      | 77,984.31  | 21      |
| 규슈         |               | 36,782.59  | 9.9     |
| 시코쿠       |               | 18,297.78  | 4.9     |
| (이투루프섬) | (러시아 연방) | 3,166.64   | 0.85    |
| (쿠나시르섬) | (러시아 연방) | 1,489.27   | 0.40    |
| 오키나와섬   | 오키나와현    | 1,206.93   | 0.32    |
| 사도가섬     | 니가타현      | 854.76     | 0.23    |
| 아마미오섬   | 가고시마현    | 712.52     | 0.19    |
| 쓰시마섬     | 나가사키현    | 696.44     | 0.18    |
| 아와지섬     | 효고현        | 592.55     | 0.15    |
| 시모섬       | 구마모토현    | 574.92     | 0.15    |
| 야쿠섬       | 가고시마현    | 504.29     | 0.15    |
|              |               | 370,806.05 | 100     |

## 같이 보기
- 일본